# 陳子和
陳子和（1910年—1984年），字復齋，別號後齋，堂號百筆館，廣東順德人， 廣州大學法學士，擅長水墨、書法，是一位書畫藝術家。

## 生平
陳子和，廣東省順德縣人，字復齋，別號後齋，堂號「百筆館」。出生在科甲的家庭，伯父陳元凱是翰林官，父親陳慶元是舉人，6歲進入私塾讀書， :2812歲跟隨父親參加詩社作詩，13歲開始學習書法，大篆、小篆、漢隸、楷書及行草， 15歲就已經讀遍四書、五經及各種古文、詩詞。 :28曾進入廣州警官學校及廣州大學就讀。 17歲經由陳樹人引介，加入高劍父等名家創辦的「清遊會」，與書畫家互相交流，增進其書畫方面的學習。除了寫字外，常利用工作之餘的時間臨摹古畫，揣摩筆墨用法， 擅長松柏、梅、菊、芭蕉，有時也作寫意山水，:29為「浙派」畫家之一。 1936年抗日期間，曾擔任廣東浮雲、三水、臺山、茂名等縣縣長及高州警備司令。 :28-29
1949年渡海來台後，曾擔任國立政治大學教授、中國書畫評鑑會常務理事兼秘書長、中美經濟協會藝術委員會主任委員等 。為弘揚傳統書畫，創辦華陽藝苑、主編《藝壇》月刊，與王壯為、高逸鴻、陳定山等畫家組成「中國藝苑」。對於藝術文化推展也非常的重視，為「中國美術協會」、「丙申書法會」、「壬寅畫會」及「十人書會」的共同發起人 ，並多次參與聯展，也曾與妻子黎畹靈舉辦書畫聯展、個展多次。:28-291974、1975年為提升藝術風氣，先後發起「把繪畫推向家庭」及「把書法推向家庭」活動，以推廣當代國畫家的作品。:29

## 創作風格
陳子和的書法風格與董其昌相近，畫作部分以松柏、梅菊最為人所稱頌，用筆施以逆筆、濕筆，潤以水墨，山水蒼古潤厚。 王壯為曾經撰文評論陳子和，認為他的書法作品中以篆書長聯為最佳，畫作上的題字以行書書寫，寫來最自然，功夫也最深，而且畫作上所提的詩句也是一絕。陳子和曾將多年寫字要訣整理：「第一，執筆得法，注意密指，空權、丹鳳眼，執筆正確，運筆始能順利流暢。第二，運筆分輕重。第三，取法正確，即篆、隸、草、楷、行各有其理論依據，宜深刻了解後下筆。第四，選體要有定見。每個人因其個性、興趣、選擇適合自己的「體」，寫出來才富有作者思想與情感，也才有蛻變出自己的風格來。」 :119